# Кучинский, Роберт Рене
Роберт Рене Кучинский (нем. Robert René Kuczynski; 12 августа 1876, Берлин — 25 ноября 1947, Оксфорд) — немецкий экономист, статистик и демограф. Внёс большой вклад в изучение народонаселения и демографической статистики. Считается одним из основоположников современной статистики населения.

## Биография
Историк Эрик Хобсбаум в «Интересных временах» вспоминает о семье Кучинских как об одной из самых преуспевающих в Берлине. Рене Кучинский учился в университетах Фрайбурга, Мюнхена, Страсбурга и Берлина изучал экономические и правовые науки, в 1897 году и получил докторскую степень за работу «К вопросу о движении населения в городе и селе» работа над которой положила начало его исследованиям по статистике. Затем он добровольно в течение четырёх лет в работал качестве ассистента в статистическом бюро, директором которого был известный статистик Рихард Бёк. Там он работал в основном с вопросами статистики труда, которые он излагал в крупных монографических исследованиях о заработной плате и продолжительности рабочего дня в Европе и Америке. По возвращении в Германию он преподавал, среди прочего, в школе торговли Берлина и работал в различных статистических управлениях.
Кучинский никогда не был членом какой-либо политической партии, но при Веймарской республике, начиная с 1920 года, всегда голосовал на выборах за Коммунистическую партию Германии. В 1926 году он получил известность как глава комитета, который организовал петицию к министру внутренних дел за проведение референдума по «экспроприации князей». Под запросом на референдум по вопросу об экспроприации собственности бывших правящих домов Германии стояли подписи Эрнста Тельмана (КПГ), Отто Вельса (СДПГ) и Рене Кучинского. Он активно выступал за права рабочего класса, против фашизма и расовой ненависти. С 1924 по 1932 год он был ведущим членом «Германской Лиги за права человека».
В 1928 году вышел первый том его работы «Баланс рождений и смертей, Западная и Северная Европа», а в 1931 году был опубликован второй том, посвященный Восточной и Южной Европе.
После прихода нацистов к власти в 1933 году он эмигрировал из Германии, опасаясь за свою жизнь из-за еврейского происхождения. Взяв с собой около 20000 книг, половину семейной библиотеки, он выехал в Великобританию. Там он преподавал в Лондонской школе экономики и работал в качестве консультанта по вопросам народонаселения в Британском министерстве по делам колоний. Широко известны его подсчёты о количестве рабов, вывезенных из Африки в Новый свет (Кучинский приводил число 15 миллионов).
В сентябре 1943 года под его председательством в Великобритании сформировалось движение за свободную Германию. У Рене и его жены Берты было шестеро детей, включая экономиста Юргена Кучинского и Рут Вернер. Дети Кучинских были коммунистами и советскими разведчиками.